# Persone di nome Giorgia
| Questa pagina contiene informazioni ricavate automaticamente dalle voci biografiche con l'ausilio del template Bio e di un bot. L'aggiornamento è periodico e automatico e ricostruisce completamente la pagina. Se manca una persona in questa lista, sei pregato di non aggiungerla, ma accertati piuttosto che la sua voce biografica contenga il template Bio e che i dati anagrafici siano correttamente compilati. Se il template Bio manca, inseriscilo tu stesso o, in alternativa, metti l'avviso {{tmp\|Bio}} che ne segnala la mancanza. Se i dati riportati sono sbagliati, correggi direttamente la voce biografica; le modifiche saranno visibili in questa lista entro pochi giorni. Per chiarimenti vedi il progetto antroponimi. La lista contiene solo le 75 persone che sono citate nell'enciclopedia e per le quali è stato implementato correttamente il template Bio. Pagina aggiornata al 6 ago 2025. |

Questa è una lista di persone presenti nell'enciclopedia che hanno il nome Giorgia, suddivise per attività principale.

## Allenatrici di calcio(1)
- Giorgia Motta, allenatrice di calcio e ex calciatrice italiana (Verona, n. 1984)

## Allenatrici di ginnastica(1)
- Giorgia Denti, allenatrice di ginnastica e ex ginnasta italiana (Soresina, n. 1985)

## Arciere(1)
- Giorgia Cesarini, arciera sammarinese (Borgo Maggiore, n. 2002)

## Astiste(1)
- Giorgia Benecchi, astista e ex ginnasta italiana (Parma, n. 1989)

## Attrici(10)
- Giorgia Arena, attrice e cantante italiana (Crotone, n. 1990)
- Giorgia Bongianni, attrice italiana (Roma, n. 1974)
- Giorgia Boni, attrice, cantante e modella italiana (Torino, n. 1999)
- Giorgia Cardaci, attrice italiana (Torino, n. 1977)
- Giorgia Gianetiempo, attrice italiana (Mercato San Severino, n. 1996)
- Giorgia Moll, attrice e cantante italiana (Roma, n. 1938)
- Giorgia Sinicorni, attrice italiana (Milano, n. 1983)
- Giorgia Trasselli, attrice e regista teatrale italiana (Roma, n. 1950)
- Giorgia Whigham, attrice statunitense (New York, n. 1997)
- Giorgia Würth, attrice, conduttrice radiofonica e conduttrice televisiva italiana (Genova, n. 1979)

## Attrici teatrali(1)
- Giorgia Seren Gay, attrice teatrale e doppiatrice italiana (Milano, n. 1968 - Torino, † 2019)

## Bocciste(1)
- Giorgia Rebora, boccista italiana (Genova, n. 1995)

## Calciatrici(10)
- Giorgia Arrigoni, calciatrice italiana (Bergamo, n. 2004)
- Giorgia Brenzan, ex calciatrice e allenatore di calcio italiana (Torino, n. 1967)
- Giorgia Casula, calciatrice italiana (Oristano, n. 1995)
- Giorgia Cisotto, calciatrice italiana (n. 1992)
- Giorgia Filippi, calciatrice italiana (Lugo, n. 1996)
- Giorgia Galletti, calciatrice italiana (Predappio, n. 1988)
- Giorgia Milesi, calciatrice italiana (n. 1999)
- Giorgia Pellegrinelli, calciatrice italiana (Alzano Lombardo, n. 1999)
- Giorgia Spinelli, calciatrice italiana (Ponte San Pietro, n. 1994)
- Giorgia Tudisco, calciatrice italiana (Chivasso, n. 1995)

## Canottiere(1)
- Giorgia Lo Bue, canottiera e medica italiana (Palermo, n. 1994)

## Cantanti(4)
- Giorgia Gueglio, cantante italiana (Sestri Levante, n. 1973)
- Giorgia Lauda, cantante italiana (Catania, n. 1960)
- Giorgia, cantante italiana (Garda, n. 1941)
- Giorgia O'Brien, cantante e attrice italiana (Palermo, n. 1928 - Palermo, † 2004)

## Cantautrici(2)
- Giorgieness, cantautrice italiana (Sondrio, n. 1991)
- Giorgia, cantautrice italiana (Roma, n. 1971)

## Cestiste(4)
- Giorgia Bocola, cestista italiana (Civitanova Marche, n. 2000)
- Giorgia Paolocci, cestista italiana (Roma, n. 1999)
- Giorgia Rimi, cestista italiana (Partinico, n. 2000)
- Giorgia Sottana, cestista italiana (Treviso, n. 1988)

## Conduttrici radiofoniche(1)
- Giorgia Surina, conduttrice radiofonica, conduttrice televisiva e attrice italiana (Milano, n. 1975)

## Conduttrici televisive(2)
- Giorgia Palmas, conduttrice televisiva, showgirl e attrice italiana (Cagliari, n. 1982)
- Giorgia Passeri, conduttrice televisiva italiana (Roma, n. 1963)

## Dirigenti sportive(1)
- Giorgia Bronzini, dirigente sportiva, ex ciclista su strada e pistard italiana (Piacenza, n. 1983)

## Discobole(1)
- Giorgia Baratella, ex discobola italiana (Rivoli, n. 1975)

## Fotografe(1)
- Giorgia Fiorio, fotografa e cantante italiana (Torino, n. 1967)

## Ginnaste(3)
- Giorgia Campana, ex ginnasta italiana (Roma, n. 1995)
- Giorgia Morera, ginnasta italiana (Ronciglione, n. 1998)
- Giorgia Villa, ginnasta italiana (Ponte San Pietro, n. 2003)

## Giocatrici di curling(2)
- Giorgia Apollonio, giocatrice di curling italiana (Pieve di Cadore, n. 1988)
- Giorgia Casagrande, giocatrice di curling italiana (Pieve di Cadore, n. 1988)

## Giornaliste(2)
- Giorgia Cardinaletti, giornalista e conduttrice televisiva italiana (Fabriano, n. 1987)
- Giorgia Rossi, giornalista e conduttrice televisiva italiana (Roma, n. 1987)

## Modelle(1)
- Giorgia Vecchini, modella italiana (Isola della Scala, n. 1977)

## Numismatiche(1)
- Giorgia Gargano, numismatica e archeologa italiana (Oppido Mamertina, n. 1970)

## Nuotatrici(2)
- Giorgia Consiglio, nuotatrice italiana (Genova, n. 1990)
- Giorgia Lucia Macino, nuotatrice artistica italiana (Genova, n. 2004)

## Pallavoliste(5)
- Giorgia Avenia, pallavolista italiana (Reggio Emilia, n. 1994)
- Giorgia Baldelli, pallavolista italiana (Romano di Lombardia, n. 1985)
- Giorgia Faraone, pallavolista italiana (Galatina, n. 1994)
- Giorgia Frosini, pallavolista italiana (Bologna, n. 2002)
- Giorgia Zannoni, pallavolista italiana (Chieri, n. 1998)

## Politiche(3)
- Giorgia Andreuzza, politica italiana (Parma, n. 1973)
- Giorgia Latini, politica italiana (Fabriano, n. 1980)
- Giorgia Meloni, politica italiana (Roma, n. 1977)

## Registe(1)
- Giorgia Farina, regista, sceneggiatrice e fotografa italiana (Roma, n. 1985)

## Religiose(1)
- Santa Giorgia, religiosa franca

## Sceneggiatrici(1)
- Giorgia Cecere, sceneggiatrice, regista e scrittrice italiana (Castrignano del Capo, n. 1961)

## Sciatrici alpine(1)
- Giorgia Collomb, sciatrice alpina italiana (n. 2006)

## Scrittrici(1)
- Giorgia Lepore, scrittrice e archeologa italiana (Putignano, n. 1969)

## Sollevatrici(2)
- Giorgia Bordignon, sollevatrice italiana (Gallarate, n. 1987)
- Giorgia Russo, sollevatrice italiana (Palermo, n. 1993)

## Traduttrici(1)
- Giorgia Grilli, traduttrice e pedagogista italiana

## Tuffatrici(1)
- Giorgia Barp, ex tuffatrice italiana (Santa Giustina, n. 1990)

## Veliste(1)
- Giorgia Speciale, velista italiana (Ancona, n. 2000)

## Velociste(1)
- Giorgia Bellinazzi, velocista italiana (Portogruaro, n. 2000)

## Senza attività specificata(2)
- Giorgia Toniolatti, architetta italiana (Trento, n. 1927 - Rovereto, † 2003)
- Giorgia di Torres